# Nemti megállóhely
Nemti megállóhely egy megszűnt Nógrád vármegyei megállóhely, Nemti településen, melyet a MÁV üzemeltetett.

## Elhelyezkedése
Az állomás Nemti központjában található, 200 méterre a település főútjától.

## Vasútvonalak
A Kisterenye–Kál-Kápolna-vasútvonal egyik állomása volt, személyvonat utoljára 2007. március 3-án közlekedett.

## Kapcsolódó állomások
A vasútállomáshoz az alábbi állomások vannak a legközelebb:
- Mátramindszent megállóhely (Kál-Kápolna vasútállomás, Kisterenye–Kál-Kápolna-vasútvonal)
- Kisterenye vasútállomás (Kisterenye vasútállomás, Kisterenye–Kál-Kápolna-vasútvonal)